# Xã Salt Creek, Quận Monroe, Indiana
Xã Salt Creek (tiếng Anh: Salt Creek Township) là một xã thuộc quận Monroe, tiểu bang Indiana, Hoa Kỳ. Năm 2010, dân số của xã này là 1.513 người.